# Ljubljana Jože Pučnik repülőtér
A Ljubljana Jože Pučnik repülőtér (IATA: LJU, ICAO: LJLJ) Szlovénia egyetlen nemzetközi repülőtere, amely a főváros, Ljubljana közelében található. Éves utasforgalma 970 152 fő (2022).

## Futópályák
A repülőtér futópályái:
- 12/30 (3300 m, 45 m, aszfaltbeton)

## Forgalom
Az utasforgalom az elmúlt években az alábbi módon változott:
| Utasok száma | 78 179 | 171 503 | 541 592 | 595 260 | 765 033 | 668 532 | 928 397 | 1 433 855 | 1 404 831 | 970 152 |
|              | 1964   | 1970    | 1977    | 1983    | 1990    | 1996    | 2003    | 2009      | 2016      | 2022    |